# Dušníky
Dušníky är en ort i Tjeckien.   Den ligger i regionen Ústí nad Labem, i den nordvästra delen av landet, 40 km norr om huvudstaden Prag. Dušníky ligger 212 meter över havet och antalet invånare är 310.
Terrängen runt Dušníky är platt, och sluttar norrut.Runt Dušníky är det ganska tätbefolkat, med 60 invånare per kvadratkilometer. Närmaste större samhälle är Roudnice nad Labem, 5,1 km öster om Dušníky. Trakten runt Dušníky består till största delen av jordbruksmark.